# Sven Zimmermann

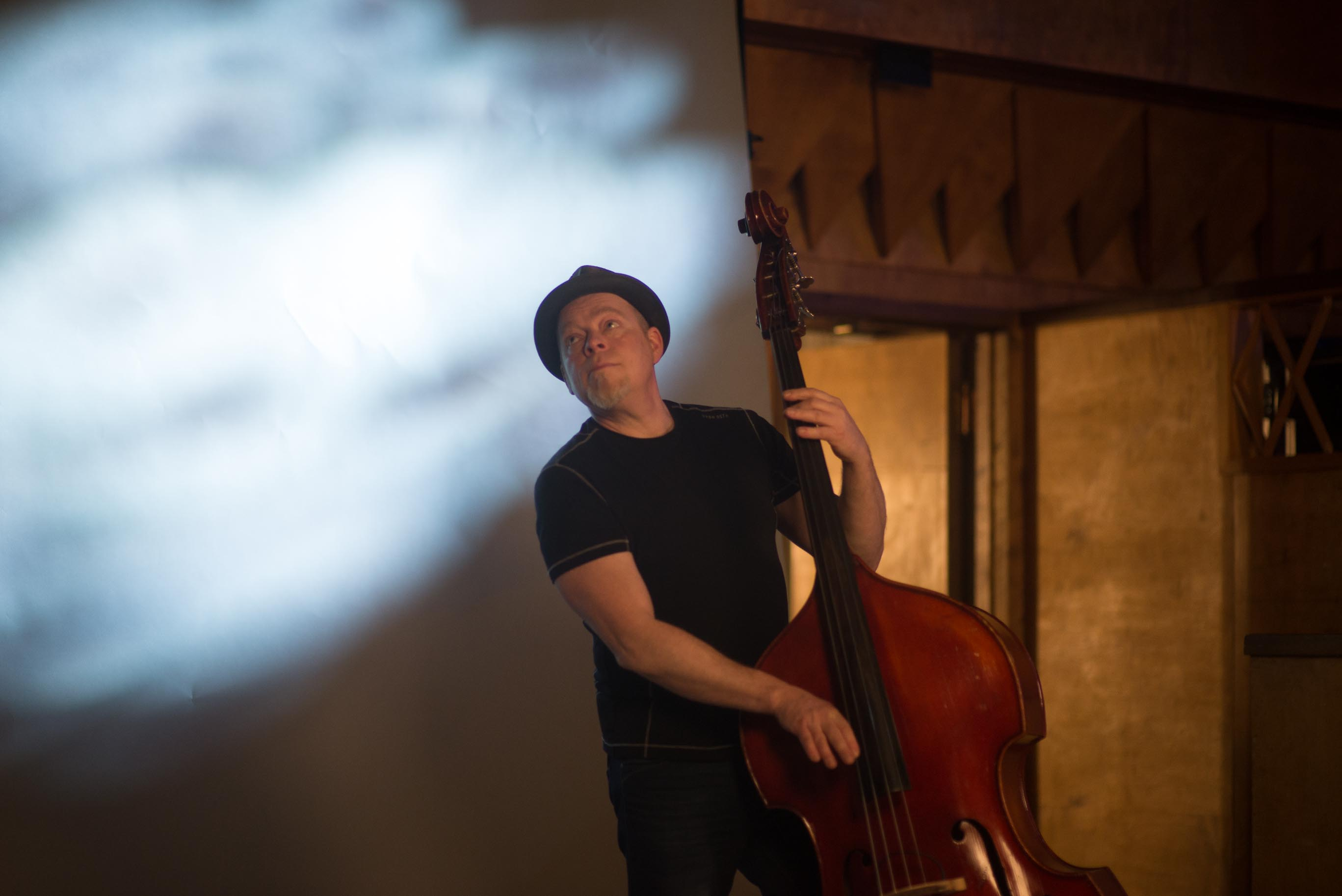
Sven Zimmermann, 2016

Sven Zimmermann (* 12. Dezember 1966 in Rostock) ist ein deutscher Musiker, Bassist, Sänger, Textdichter, Komponist, Autor und Fotograf. Der in Kiel lebende Künstler ist seit Mitte der 1980er-Jahre Teil der deutschen Musikszene.

## Werdegang
Zimmermann wurde als Sohn des Kontrabassisten Peter Zimmermann geboren. Er arbeitet als Solokünstler, tritt unter seinem eigenen Namen und mit seiner Band Ich bin ne Deutschrockband in Erscheinung. Bekannt ist Sven Zimmermann vor allem als Musiker, Texter und Komponist der Band Godewind.
Zimmermann gründete 1997 die erste Rock & Pop Schule Deutschlands in Kiel und im Jahr 2000 eine weitere in Rostock. Er leitete bis 2023 die Rockschule-Russee und ist Mitinhaber der Rock & Pop Schule in Rostock.
1982 gründete sich in Rostock die Schülerband EFB (Electric Fire Birds), Zimmermann stieß 1983 als Bassist zu EFB. 1984 wurde die Band umbenannt in Rosa Rock. Die Band holte im Laufe ihres Bestehens viele Preise. Mehrfach wurde sie von Lesern der Ostsee-Zeitung zur beliebtesten Amateurband des Bezirkes Rostock gewählt, 1985 wurde sie im Rahmen eines Nachwuchsfestivals in der Stadt Suhl als beste Nachwuchsband der DDR ausgezeichnet. Im November 1989 erreichte die Band ihre erste Chartplatzierung in den DDR-Radio-DT64-Charts.
Zur Wende ging Zimmermann nach Kiel und stieg kurze Zeit darauf bei der Schleswiger Band Jack Mc Tiger ein. Er tourte mit vielen Größen der Blues- und Rockmusik wie Alvin Lee von Ten Years After. Sein erstes Konzert in Kiel gab Zimmermann mit Jack Mc Tiger in der Ostseehalle vor 10.000 Menschen als Support für die in den 1990er Jahren angesagte Band Illegal 2001.
Jack Mc Tiger wurde Anfang 1994 umbenannt in Timsen un sien Lüüd (Plattdeutsch). Frontmann von Timsen un sien Lüüd war der jetzige Gitarrist von Santiano, Tim Hinrichsen. Zimmermann wechselte auf den Kontrabass. Der rockende Kontrabass wurde zu dieser Zeit zu seinem Markenzeichen.
Ende 1994 gründete Zimmermann mit dem Hamburger Bassisten Carsten Börk Norddeutschlands erstes Bassduo DoubleBass.
Im April 1997 gründete Zimmermann mit dem Drummer Tim Engel, dem Gitarristen Wolfgang Meis, dem Perkussionisten Sönke Liethmann und dem Kieler Pianisten Georg Schroeter die TwoRemarks-Band. TwoRemarks waren ursprünglich ein Gesangsduo, bestehend aus Mark Smith und Reiner Bublitz. Die Band wurde dann immer wieder umbesetzt, bis die Stammbesetzung, bestehend aus Mitsch Knauer (Keyboard), Tim Engel (Schlagzeug), Jochen Topp (Perkussion), Hauke Kliem (Gitarre) und Sven Zimmermann (Bass) stand. Mit dieser Band schaffte es Zimmermann wieder in die deutschen Charts. Der Musikchef des Rundfunksenders NDR 2, Fred Schoenagel, betitelte diese Band 1999 als besten englischsprachigen Act Norddeutschlands.
Zusammen mit der Schauspielerin Kati Luzie Stüdemann entwickelte Zimmermann die Revue Heimat Reloaded – Die Mugge und das Improtheater Heimat Reloaded – Erinnerungssport. Im Oktober 2004 fand die Premiere am Theater Kiel statt.
2009 gründete Zimmermann zusammen mit Markus Zell (Schlagzeug), Christian Muuß (Hammond-Orgel) und Jens Tolksdorf (Saxophon) die Jazzrockband harDholz. Im gleichen Jahr stieg Zimmermann bei TinaZAHRT ein, die freie Improvisation spielt und neben Zimmermann aus Heiko Klotz (Keyboard), Björn Lücker (Schlagzeug) und Jens Tolksdorf (Saxophon) besteht.
Im Oktober 2009 erfolgte dann auch der Einstieg als Bassist, Sänger und Gitarrist bei Godewind.
2015 begann Zimmermann eine zusätzliche Laufbahn als Fotojournalist, Dokumentarfotograf und Autor.
2019 reiste er als Dokumentarfotograf im Auftrag von Brot für die Welt und der Diakonie Schleswig-Holstein nach Indien. Die dort entstandenen Fotos werden von vielen Multiplikatoren genutzt, um im Rahmen von Vorträgen über die Arbeit der evangelischen Hilfsorganisation in Indien zu berichten.
Im Mai 2020 verließ Zimmermann coronabedingt die Band Godewind nach elf erfolgreichen Jahren, um sich als Fotograf mehr der Arbeit als Autor im Bereich Fotojournalismus zu widmen.
2020 veröffentlichte Zimmermann über den Hamburger Charles-Verlag seinen ersten Bildband Übers Leben. Blumen und Applaus zum Zustand und dem Befinden der Kunst- und Kulturszene in Schleswig-Holstein im Corona-Lockdown.
2021 veröffentlichte Zimmermann das Buch „Leben mit Demenz - anders aber glücklich“: Ein Buchprojekt um den Alltag von Menschen mit Demenz ein Jahr lang in einer Wohngemeinschaft zu dokumentieren.
2022 erschien im Eigenverlag die Novellensammlung „Disteln am Arsch der Hölle“ über ein Leben als Musiker östlich der Elbe und eine kleine Hommage an den Ostrock. Extra für dieses Buch gab es 2022 eine Reunion der Band Rosa Rock für eine Konzert-Lese-Tour durch ausgewählte Städte in Deutschland.

## Künstlerischer Werdegang
- 1984–1989 Rosa Rock[13]
- 1994–1999 ArtBeat[14]
- 1992–1995 Jack Mc Tiger
- 1994–1995 DoubleBass (Bassduo)
- 1995–1997 Timsen un sin Lüüd
- 1995–1996 Brooke Rossow-Band
- 1997–1999 MoBand
- 1997–2001 Two Remarks[15]
- 1996–2002 Mayers Bigband
- 2002–2004 Tony Sheridan-Band
- 2003–2004 The Remnants
- 2003 Steinberg Virtual-Band u. a. mit Bobby Kimball (Toto)
- 2004–2006 Heimat-Reloaded
- 2006–2009 Mobago[16]
- seit 2009 Godewind[17]
- seit 2009 TinaZAHRT[18]
- seit 2009 HarDholz

## Diskografie
Mitwirkung
- Rosa Rock – Song für Sarah[19]
- MoBand – The first cut
- Brooke Rossow – Something About
- ArtBeat – Incipit
- Two Remarks – Flying high
- Two Remarks – White Christmas
- Two Remarks – Live Studio 1 NDR
- Godewind – Weiße Nächte
- Timsen & sien Lüüd – Rud ins Land
- Timsen & sien Lüüd – Hüüt is mien Dag
- Mayers Bigband – Mayers Bigband
- Tom Tipphahn[20] – Amsterdam Tales
- Jack Cook & Marc Breitfelder – Feed My Body To The Fishes But My Soul To The Lord Above[21]
- Marc Breitfelder & J. Donaho – Take the Butchers Knife[22]
- The Remnanz – A Good 1
- Georg Schroeter – Sugar & Spice
- Mobago – Points of view
- Godewind – Ein Stück Weihnachten
- Godewind – Sommerreise
- Godewind – Frohe Weihnacht
- Godewind – Wind und Meer

Solo
- Ich bin ne Deutschrockband – Ich bin ne Deutschrockband
- Ich bin ne Deutschrockband – Für ewig alles neu

## Belege
1. ↑  Godewind: Die Band. In: www.godewind.de. Archiviert vom Original (nicht mehr online verfügbar) am 5. Juli 2019; abgerufen am 5. Juli 2019 (Künstlerbeschreibung erscheint als Pop-Up nach einem Klick auf die jeweilige Person).  Info: Der Archivlink wurde automatisch eingesetzt und noch nicht geprüft. Bitte prüfe Original- und Archivlink gemäß Anleitung und entferne dann diesen Hinweis.
2. ↑  Sven Zimmermann: Rockschule-Russee – Erlebe Musikunterricht in Kiel. In: www.rockschule-russee.eu. Abgerufen am 14. Mai 2016.
3. ↑  Rock & Pop Schule Rostock – Start. In: www.rockpopschule-rostock.de. Abgerufen am 14. Mai 2016.
4. ↑  VI. FDJ-Werkstattwoche Jugendtanzmusik Suhl 1983 – Deutsche Mugge. In: www.deutsche-mugge.de. Abgerufen am 20. Juli 2016.
5. ↑  Kay Müller: Diakonisches Werk SH: Ein Stückchen Welt retten: Projekte gegen den Klimawandel | shz.de. Abgerufen am 13. April 2021.
6. ↑  Kerstin Metzner Landtagsabgeordnete für Lübeck - West: Eine Reise nach Indien – Mit. Abgerufen am 13. April 2021.
7. ↑  Eggebek - Landfrauenverein und Bezirksbauernverband - Vortrag von Claudia Jürgensen "Incredible India - eine Multiplikatorenreise mit der LandFrauenBrille". Abgerufen am 13. April 2021.
8. ↑  Freiberuflicher Fotograf in Kiel. In: Sven Zimmermann - Inspiriversum. 2023, abgerufen am 4. Mai 2021 (deutsch).
9. ↑  Die Kunstszene im Leerlauf. kiellokal.de, abgerufen am 18. April 2021.
10. ↑  Übers Leben. Blumen und Applaus
11. ↑  „Leben mit Demenz - anders aber glücklich“
12. ↑  „Disteln am Arsch der Hölle“
13. ↑  Ostmetal – harte Mucke in der DDR. In: ostmetal.de. Abgerufen am 16. Mai 2016.
14. ↑  Artbeat-Musik: Artbeat – Telling and Believing. 13. Mai 2016, abgerufen am 16. Mai 2016.
15. ↑  Dieter Falk
16. ↑  Mobago. In: Mobago. Abgerufen am 14. Mai 2016.
17. ↑  Godewind. In: www.godewind.de. Abgerufen am 14. Mai 2016.
18. ↑  TinaZAHRT – Die Grenzenbegrinser. In: www.tinazahrt.de. Archiviert vom Original (nicht mehr online verfügbar) am 18. Januar 2016; abgerufen am 14. Mai 2016.  Info: Der Archivlink wurde automatisch eingesetzt und noch nicht geprüft. Bitte prüfe Original- und Archivlink gemäß Anleitung und entferne dann diesen Hinweis.
19. ↑  Kulturspiegel: 9.11.1989 – Chronik der Wende. In: www.chronikderwende.de. Abgerufen am 16. Mai 2016.
20. ↑  Album „UNTER FREUNDEN“. In: www.tomripphahn.com. Archiviert vom Original (nicht mehr online verfügbar) am 16. Mai 2016; abgerufen am 16. Mai 2016.
21. ↑  ROCKTIMES – CD Review / Marc Breitfelder & Jack Cook – Feed My Body To The Fishes But My Soul To The Lord Above. In: www.rocktimes.de. Abgerufen am 16. Mai 2016.
22. ↑  bluesbox Blues Reviews Marc Breitfelder and Ryan Donohue – Take a butcher’s knife. In: bluesbox.de. Abgerufen am 16. Mai 2016.

| Personendaten    | Personendaten                                                 |
| ---------------- | ------------------------------------------------------------- |
| NAME             | Zimmermann, Sven                                              |
| KURZBESCHREIBUNG | deutscher Musiker, Bassist, Sänger, Textdichter und Komponist |
| GEBURTSDATUM     | 12. Dezember 1966                                             |
| GEBURTSORT       | Rostock                                                       |